# Droga do Maroka
Droga do Maroka (ang. Road to Morocco) – amerykański film z 1942 roku w reżyserii Davida Butlera.

## Nagrody i nominacje
| Nazwa nagrody | Wygrane       | Nominacje |
| ------------- | ------------- | --- |
| Oscar         | bez rezultatu | 1937 Najlepszy scenariusz oryginalny Don Hartman, Frank Butler Najlepszy dźwięk Loren L. Ryder Paramount SSD |

## Wyróżnienia
| Rok wyróżnienia | Amerykański Instytut Filmowy                                    | Miejsce                                                   |
| --------------- | --------------------------------------------------------------- | --------------------------------------------------------- |
| 2000            | Lista 100 najśmieszniejszych amerykańskich filmów wszech czasów | 78. miejsce                                               |
| 2004            | Lista 100 najlepszych piosenek wszech czasów                    | 95. miejsce „Road to Morocco”, wyk. Bing Crosby, Bob Hope |